# Club des 13 (cinéma)
Pour les articles homonymes, voir Club des 13.
Le Club des 13 est un groupe de 13 personnalités du cinéma français qui s'est formé en 2008, à l'initiative de la réalisatrice Pascale Ferran. Il a rédigé un rapport, intitulé Le milieu n'est plus un pont mais une faille, qui dénonce les difficultés croissantes de financement et de distribution en France des films dit « du milieu ». 
Le rapport définit ces films comme étant à la fois grand public et à prétention artistique (autrement dit : ni à ambition uniquement commerciale, ni à très petit budget). Pascale Ferran évoque les noms des réalisateurs François Truffaut, Jacques Demy et Alain Resnais pour expliciter ce qu'elle entend par « réalisateurs du milieu ».

## Composition
- Cécile Vargaftig, scénariste
- Jacques Audiard, réalisateur
- Pascale Ferran, réalisatrice
- Claude Miller († 4 avril 2012), réalisateur
- Denis Freyd, producteur
- Arnaud Louvet, producteur
- Patrick Sobelman, producteur
- Edouard Weil, producteur
- Fabienne Vonier, distributrice
- Stéphane Goudet, critique
- Claude-Éric Poiroux, exploitant
- Jean-Jacques Ruttner, exploitant
- François Yon, exportateur

## Sources
- Le Club des 13, Le milieu n'est plus un pont mais une faille, Éditions Stock, avril 2008  (ISBN 9782234061323)
- Olivier De Bruyn, « Cinéma français : le rapport alarmant du Club des 13 », sur Rue89, nouvelobs.com, 27 mars 2008
- Table ronde « Où va le cinéma ? » organisée par le Centre Pompidou le 6 décembre 2008 et titrée Création, production, diffusion : quelles relations ?